# Coelosia longilobata
Coelosia longilobata är en tvåvingeart som beskrevs av Soli 1997. Coelosia longilobata ingår i släktet Coelosia och familjen svampmyggor. Inga underarter finns listade i Catalogue of Life.